# Idgrund, Björneborg
Idgrund (finska: Vihurikari eller Iikrunit) är en ö i Finland.   Den ligger i kommunen Björneborg i den ekonomiska regionen  Björneborgs ekonomiska region  och landskapet Satakunta, i den sydvästra delen av landet, 240 km nordväst om huvudstaden Helsingfors.
Terrängen på Iikrunti är varierad.